# Daria Strokous
Dar'ja Vladimirovna Strokous (in russo Дарья Владимировна Строкоус?; Mosca, 25 settembre 1990) è una modella russa.
Nata in Russia, all'epoca ancora parte dell'Unione Sovietica, la sua famiglia si trasferì nel Benin, in Africa dove ha vissuto sino all'età di cinque anni.

## Carriera
Daria Strokous debutta nel luglio 2007 durante la settimana della moda di Milano e di Parigi, in occasione delle quali sfila in esclusiva per Prada. Nel 2008, la rivista V la include nella lista delle dieci modelle più promettenti dell'anno, mentre New York la cita come una delle dieci modelle da "tenere d'occhio".
Strokous Compare sulla copertina di Vogue Italia e Vogue Russia, oltre che sulle pagine di W, Vogue UK, Vogue America, V, Marie Claire, fotografata da Claudia Knoepfel e Stefan Indlekofer won Strokous. Di Daria Strokous parlano anche i siti Style.com e models.com.
Nel corso della sua carriera, Daria Strokous ha lavorato come testimonial, fra gli altri per Prada, Jil Sander, Louis Vuitton, Alberta Ferretti, H&M, Juicy Couture ed altri. Ha inoltre recitato in un piccolo ruolo nel film del 2011 Contagion.
Il sito models.com ha posizionato Daria Strokous alla decima posizione nella classifica delle cinquanta migliori modelle.

## Agenzie
- Fashion Model Management - Mosca
- Select Model Management
- Women Management - Parigi
- Iconic Management